# Klaus Hagerup
Klaus Hagerup (Oslo, 5 de março de 1946 – Oslo, 20 de dezembro de 2018) foi poeta, dramaturgo, encenador, escritor, diretor teatral e autor de livros premiados na Noruega. Escreveu junto com Jostein Gaarder o livro A Biblioteca Mágica de Bibbi Bokken. É filho de Inger Hagerup.